# نیروهای مسلح سوریه
نیروهای مسلح سوریه (عربی: القوات المسلحة السوریة‎) نیروهای نظامی سوریه هستند.
تا زمان سقوط رژیم اسد در دسامبر ۲۰۲۴، نیروهای مسلح عربی سوریه، نیروهای مسلح دولتی بودند که متشکل از ارتش عربی سوریه، نیروی هوایی عربی سوریه، نیروی دریایی عربی سوریه، نیروی دفاع هوایی عربی سوریه و نیروهای شبه‌نظامی مانند نیروهای دفاع ملی بودند. بر اساس قانون اساسی ۲۰۱۲ سوریه بعثی، رئیس‌جمهور سوریه، فرمانده کل نیروهای مسلح بود و وزیر دفاع، سمت جانشین فرمانده کل ارتش و نیروهای مسلح را برعهده داشت.
پس از سال ۱۹۴۳، ارتش سوریه نقش عمده‌ای در حکومت سوریه ایفا کرد و شش کودتای نظامی انجام داد: دو کودتا در سال ۱۹۴۹، از جمله کودتای مارس ۱۹۴۹ سوریه و کودتای اوت ۱۹۴۹ توسط سرهنگ سامی الهناوی، و هر کدام یک کودتا در سال‌های ۱۹۵۱، ۱۹۵۴، ۱۹۶۳، ۱۹۶۶ و ۱۹۷۰. این ارتش چهار جنگ با اسرائیل (۱۹۴۸، جنگ شش روزه در سال ۱۹۶۷، جنگ یوم کیپور در سال ۱۹۷۳ و جنگ لبنان در سال ۱۹۸۲) و یک جنگ با اردن ("سپتامبر سیاه" در اردن، ۱۹۷۰) داشت. نیروی هوایی سوریه و نیروی دریایی سوریه بیشتر به عنوان نیروهای کمکی ارتش عمل می‌کردند تا بازیگران مستقل، جدا از واکنش نیروی هوایی اسرائیل به عملیات کریکت اسرائیل پیش از جنگ لبنان در سال ۱۹۸۲. جنگنده‌ها و سیستم‌های دفاع هوایی سوریه تلفات بسیار سنگینی متحمل شدند. یک لشکر زرهی نیز در سال‌های ۱۹۹۰–۱۹۹۱ در طول جنگ خلیج فارس به عربستان سعودی اعزام شد، اما اقدامات کمی انجام داد. از سال ۱۹۷۶ تا ۲۰۰۵، ارتش ستون اصلی اشغال لبنان توسط سوریه بود. در داخل کشور، نقش مهمی در سرکوب قیام اسلام‌گرایان ۱۹۷۹–۱۹۸۲ در سوریه ایفا کرد و از سال ۲۰۱۱ تا ۲۰۲۴ به شدت درگیر جنگ داخلی سوریه بود، خشونت‌آمیزترین و طولانی‌ترین جنگی که ارتش سوریه از زمان تأسیس خود در دهه ۱۹۴۰ در آن شرکت کرده بود.
ارتش از خدمت اجباری استفاده می‌کرد. مردان از سن ۱۸ سالگی در ارتش خدمت می‌کردند، اما اگر برادری نداشتند که بتواند از والدین خود مراقبت کند، از خدمت معاف می‌شدند. زنان از خدمت معاف بودند.
نیروهای مسلح عرب سوریه در سال ۲۰۲۴ با سقوط رژیم اسد و فرار بشار اسد از هم پاشیدند. حاکمان جدید و بالفعل سوریه، تحت حکومت انتقالی سوریه، در حال آماده‌سازی برای سازماندهی مجدد و اساسی نیروهای نظامی و جاه‌طلبی‌های سوریه هستند.
در ۲۱ دسامبر ۲۰۲۴ گزارش شد که مرهف ابوقصره به عنوان وزیر دفاع جدید دولت موقت منصوب شده است، در حالی که علی نورالدین النعسان به عنوان رئیس ستاد کل خدمت می‌کند.